# Yui Mizuno

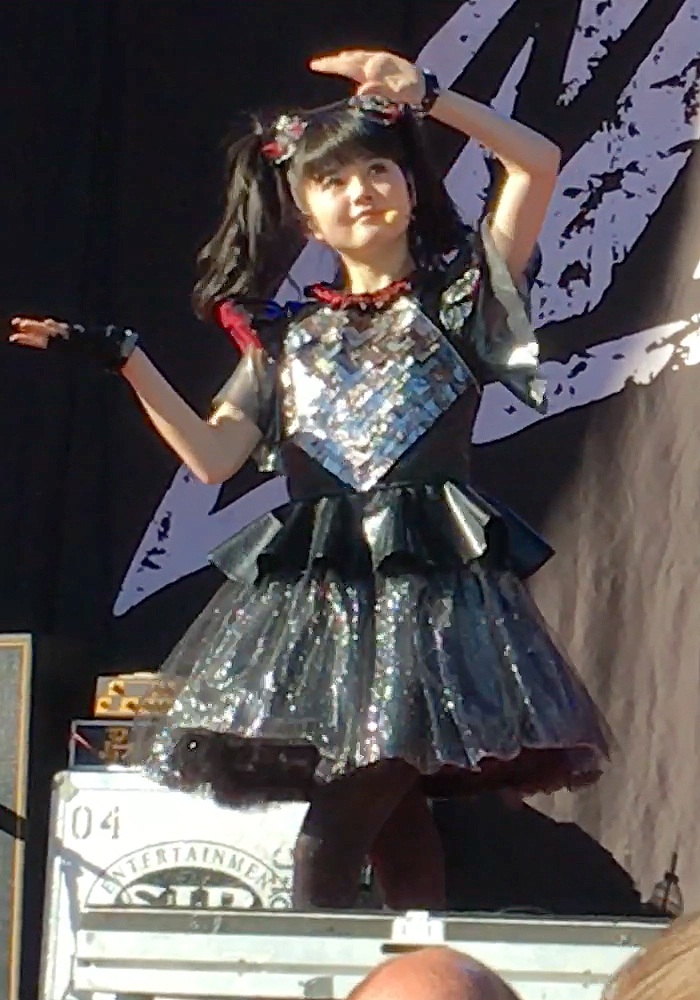
Yui Mizuno während der USA-Tournee im Juni 2017

Yui Mizuno (anhörenⓘjap. 水野 由結, Mizuno Yui, auch als Yuimetal bekannt; geb. 20. Juni 1999 in der Präfektur Kanagawa) ist eine japanische Sängerin. Sie war von 2010 bis 2018 Mitglied der Kawaii-Metal-Band Babymetal. Parallel dazu gehörte sie von 2010 bis 2015 der Idol-Popgruppe Sakura Gakuin an. Außerdem war sie als Model und Schauspielerin tätig.

## Biografie
2007 wurde Mizuno von der Talentagentur Amuse unter Vertrag genommen. Sie war zunächst vor allem als Model für die Kindermagazine Shōgaku Ichinensei (小学一年生) und Pucchigumi (ぷっちぐみ) tätig. 2008 war sie in einem Werbespot des Unternehmens Bandai zu sehen, in dem sie Fanartikel der Anime-Serie Pretty Cure anpries. In den Jahren 2009 und 2010 hatte sie kleinere Rollen in drei Fernsehserien. Ebenfalls 2010 stand sie in Tokio, Osaka und Nagoya auf der Theaterbühne – im Stück Departures, das auf dem Film Okuribito basiert.
Im August 2010 trat Mizuno der von Amuse geführten Idol-Popgruppe Sakura Gakuin bei. Diese thematisiert den Schulalltag und setzt sich aus mehreren Subgruppen zusammen, die verschiedenen von Schulen organisierten Freizeitaktivitäten nachempfunden sind. Eine dieser Subgruppen war der Jūon-bu (重音部), der „Club für harte Musik“ (bestehend aus Mizuno, Moa Kikuchi und Suzuka Nakamoto), dessen Auftritte unter den Namen Babymetal erfolgten. Daneben gehörte sie zwei weiteren Subgruppen an, Twinklestars und Mini-pati. Zusammen mit Kikuchi trat sie von 2011 bis 2013 in mehreren Folgen der Kindersendung Saku saku von TV Kanagawa auf, ebenso 2012 in Werbespots für W-LAN-Dienstleistungen von Nippon Telegraph and Telephone. Das Management von Amuse beschloss 2013, Babymetal wegen des unerwartet großen Erfolgs als eigenständiges Projekt weiterzuführen. Mizuno blieb zwei Jahre lang parallel dazu auch Mitglied von Sakura Gakuin, bis zu ihrem Austritt im März 2015.
Innerhalb von Babymetal bildete Mizuno mit Kikuchi die Subgruppe „Black Babymetal“, die im Duett sang, wenn Nakamoto nicht auf der Bühne stand. Mizuno ist Co-Autorin von Song 4 (4の歌, Yon no uta) auf dem Debütalbum Babymetal; das Lied handelt von dem in Asien weit verbreiteten Aberglauben um die Zahl 4. Bei den Alternative Press Music Awards 2016 spielte sie E-Gitarre, als Babymetal zusammen mit Rob Halford das Lied Breaking the Law von Judas Priest vortrug.
Nachdem sie im Dezember 2017 bei zwei Konzerten in Hiroshima nicht dabei gewesen war, fehlte sie auch im Mai 2018 zum Auftakt der USA-Tournee. Da dies ohne Angaben von Gründen geschah, führte dies unter den Fans zu zahlreichen Spekulationen. Nach einer Anfrage des Magazins Alternative Press erklärte ein Sprecher von 5B Management, der für Nordamerika zuständigen Künstleragentur: „Yuimetal bleibt ein Mitglied der Band, wird aber nicht bei der laufenden US-Tournee dabeisein“. Mizuno fehlte auch bei der anschließenden Europatournee. Am 19. Oktober 2018 veröffentlichte Amuse auf der Bandwebsite die Mitteilung, dass sie aus gesundheitlichen Gründen aus der Band ausgetreten sei. Mizuno veröffentlichte später ein eigenes Statement. Sie gab an, sie sei aus Babymetal ausgetreten, um sich ihren lang gehegten Traum nach einer Solokarriere zu erfüllen.

## Diskografie

### Mit Sakura Gakuin
- Sakura Gakuin 2010 Nendo: Message (2011)
- Sakura Gakuin 2011 Nendo: Friends (2012)
- Sakura Gakuin 2012 Nendo: My Generation (2013)
- Sakura Gakuin 2013 Nendo: Kizuna (2014)
- Sakura Gakuin 2014 Nendo: Kimi ni Todoke (2015)

### Mit Babymetal
- Babymetal (2014)
- Metal Resistance (2016)

## Filmografie
- 2009: MW Dai-Zero-shō: Akuma no Game
- 2009: Sagasō! Nippon Hito no Wasuremono
- 2010: Kioku no Umi